# (8753) Nycticorax
(8753) Nycticorax (2636 P-L) – planetoida z pasa głównego asteroid okrążająca Słońce w ciągu 3,54 lat w średniej odległości 2,32 au. Odkryta 24 września 1960 roku.